# Torpeda Mark VIII (amerykańska)
Mark VIII – amerykańska torpeda dalekiego zasięgu, oryginalnie oznaczana jako "Bliss-Leavitt 21-ft x 21 inch Mark IV", pierwotnie rozwijana przez Bliss-Leavitt dla użytku przez ciężkie okręty floty oraz niszczyciele. Opracowana około 1915 roku. Pierwsza torpeda  zawierająca blisko 500 funtów (226,8 kg) materiału wybuchowego, weszła do użytku w marynarce wojennej Stanów Zjednoczonych w 1923 roku, w wersjach Mod 5, 6 oraz 8.